# Ove Hygum
Ove Hygum (født 17. september 1956) er en dansk socialdemokratisk politiker og tidligere minister.
Født i Kolding, søn af slagtermester Sv. Aa. Andersen og kontorassistent Ninna Hygum Andersen
- Arbejdsminister i Regeringen Poul Nyrup Rasmussen IV fra 23. marts 1998 til 27. november 2001